# Court Tomb von Shanballyedmond

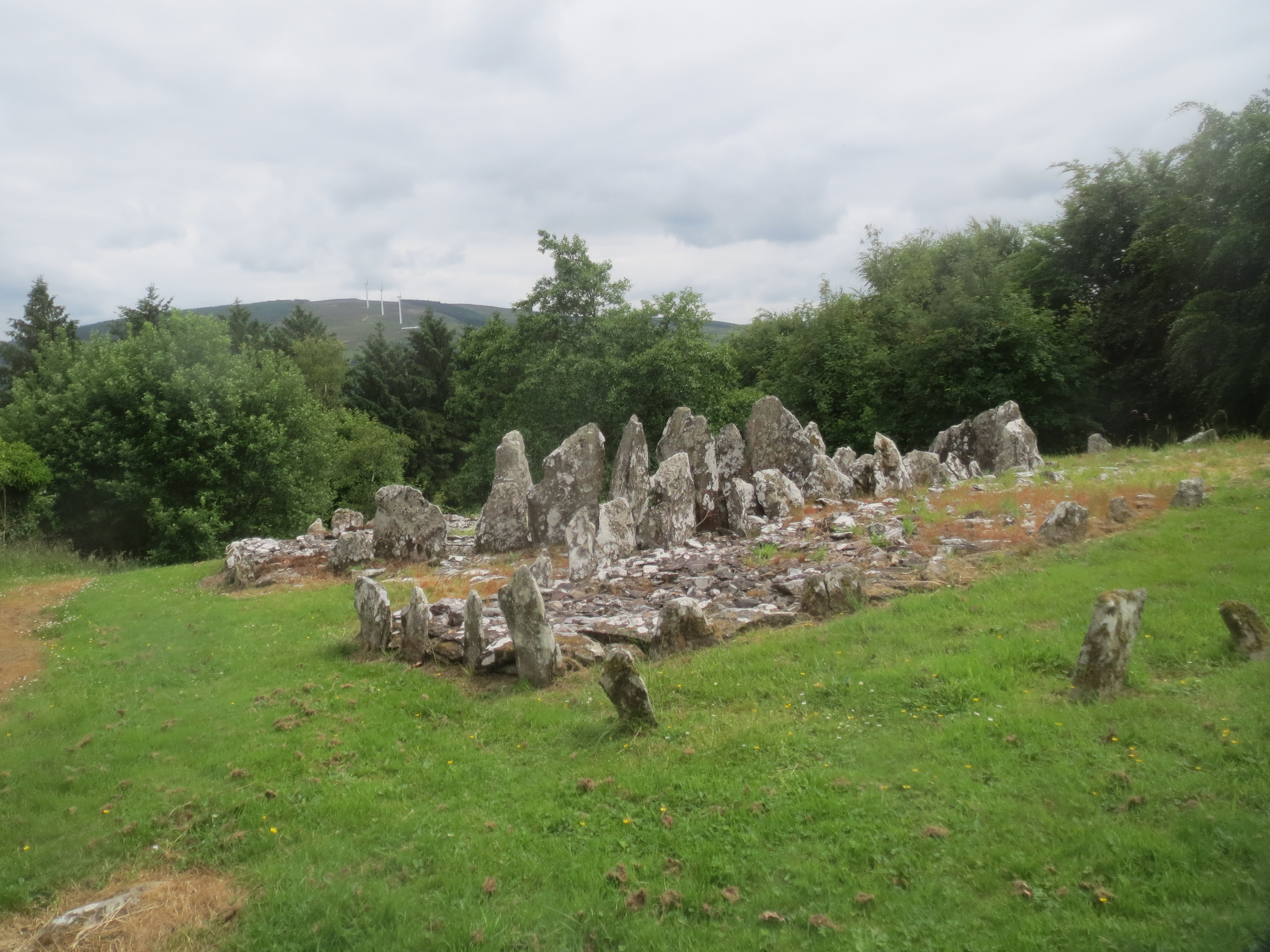
Shanballyedmond Court Tomb

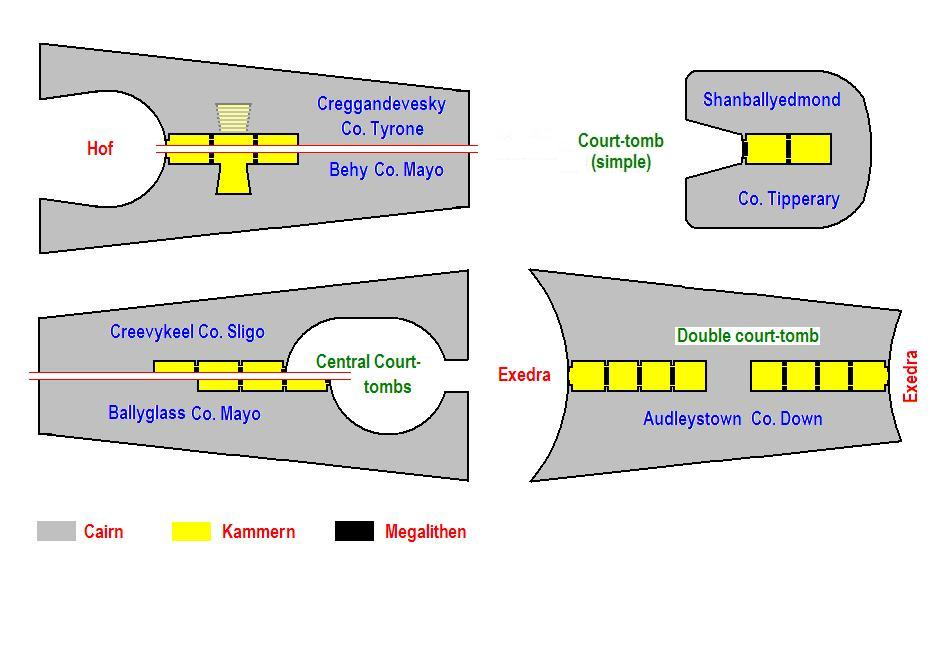
Grundriss von Shanballyedmond – rechts oben

Das Court Tomb von Shanballyedmond (irisch Seanbhaile Éamainn) liegt südwestlich von Rear Cross und östlich von Cappamore im äußersten Westen des County Tipperary in Irland. Shanballyedmond ist eines der südlichsten Court Tombs in Irland und stammt wie die meisten dieser Megalithanlagen aus der mittleren Jungsteinzeit. Court Tombs gehören zu den megalithischen Kammergräbern (englisch chambered tombs) der Insel. Sie werden mit etwa 400 Exemplaren nahezu ausschließlich in Ulster im Norden von Irland beziehungsweise in Nordirland gefunden.

## Beschreibung
Das Court Tomb mit etwa 12,0 m Länge gehört zu den kürzesten unter den bis zu 60 m langen Anlagen dieses Typs, der primär im nördlichen Teil Irlands verbreitet ist. Die Anlage gehört mit Balix Lower (in Nordirland) und Ballyganner North, Teergonean und Parknabinnia alle im County Clare zu den atypischen Court Tombs, deren Nutzung aber gleichzeitig mit den anderen Court Tombs in Irland zwischen 3700 und 3570 v. Chr. begonnen zu haben scheint.
Die atypischen Anlagen sind schmal, mit tricherartigen, geraden, statt mit runden oder ovalen, tiefen Höfen (englisch courts) und kurzen absatzförmigen Cairns. Die Anlage hat Ähnlichkeit mit einer Reihe kleiner Portal Tombs, die selten in erhaltenen, dann aber rechteckigen Hügeln vorkommen.
Das Court Tomb ist etwa 10,0 Meter breit und hat einen etwa fünf Meter breiten und mehr als drei Meter tiefen Hof. Einige Steine der Fassade und der Kammer sind 1,5 m hoch. Vom Hof aus sind auf der Achse der Galerie zwei hintereinander liegende Kammern zugänglich. Die Stürze über dem Zugang und den Kammern sind ebenso wie die meisten Steine des Hügels abhandengekommen, während Reste der Hügeleinfassung aus mittelgroßen Blöcken vorhanden sind.
Die Funde in der 1958 ausgegrabenen und restaurierten Megalithanlage bestehen aus Steinwerkzeugen, Pfeilspitzen und Keramik, die zu sechs Bestattungen gehört, von denen eine ungestört war.
In der Nähe liegt das Wedge Tomb von Baurnadomeeny.